# Zweite Schlacht von Capua
Koordinaten: 41° 5′ 0″ N, 14° 15′ 0″ O
Saguntum – Lilybaeum II – Rhone – Ticinus – Trebia – Cissa – Trasimenischer See – Ager Falernus – Geronium – Cannae – Nola I – Nola II – Ibera – Cornus – Nola III – Beneventum I – Syrakus – Tarentum I – Capua I – Beneventum II – Silarus – Herdonia I – Obere Baetis – Capua II – Herdonia II – Numistro – Asculum – Tarentum II – Neu Karthago – Baecula – Grumentum – Metaurus – Ilipa – Crotona – Große Felder – Cirta – Zama
Die Zweite Schlacht von Capua war ein Gefecht zwischen Römern und Karthagern um die Stadt Capua im Jahr 211 v. Chr. Die Römer gewannen Capua zurück.

## Vorgeschichte
Quintus Flaccus und Appius Claudius Pulcher belagerten schon seit 212 v. Chr. die nach der Schlacht von Cannae in die Hände der Karthager gelangte Stadt Capua. Hannibal selbst befand sich mit einem Großteil seines Heeres nicht in der Stadt. Die Römer waren der Besatzung Capuas zahlenmäßig überlegen; Hannibal verfügte über zu wenig Truppen, um die mit Feldbefestigungen umgebenen Lager der römischen Legionen anzugreifen. Er plante daher einen Scheinangriff auf Rom selbst. Den Hintergrund bildete vermutlich die Hoffnung, der Senat würde dann das römische Heer zur Verteidigung der Metropole zurückrufen. Das zurückmarschierenden Heer sollte dann massiv angegriffen werden. Im März 211 v. Chr. zog Hannibal mit einer Truppe numidischer Reiter nach Rom, doch fand er die Metropole so stark befestigt vor, dass er von seinem Plan abließ und sich nach Capua zurückzog. Die Römer hatten inzwischen bereits Angriffsvorbereitungen getroffen und begannen mit dem Angriff, als Hannibals Streitkräfte eintrafen. So kam es zur Schlacht.

## Die Schlacht
Hannibal hatte wenig Aussicht, die römische Übermacht in einer so ungünstigen Situation überrennen zu können. Da sich die römischen Lager zwischen der Steinmauer und Holzgebäuden befanden, konnte die überlegene karthagische Kavallerie nicht effektiv eingesetzt werden. Die eingeschlossenen karthagischen Teilkräfte wehrten sich zwar heftig, konnten der römischen Belagerungstechnik, wie Rammböcken, aber nicht lange genug standhalten. Das Entsatzheer Hannibals erschien erst, als die Römer bereits die Wälle besetzt hatten und die Karthager mit einem Speerhagel empfingen. Hannibal zog sich zurück, die Schlacht war zugunsten der Römer entschieden.

## Folgen
Hannibal marschierte nach Süden und unternahm keine weiteren Versuche, die Stadt Capua zurückzuerobern. Die beiden siegreichen Konsuln ließen die Bereitschaft der in Capua ansässigen Bevölkerung, Hannibal zu unterstützen, hart bestrafen: Sie enteigneten vermögende Bürger und schickten viele in die Sklaverei. Dadurch bestraften sie nicht nur die „Missetäter“, sondern finanzierten sich mit den Enteignungen auch noch den Feldzug. Von antiken Historikern wurde diese Schlacht als die Peripetie (Umschwung) des Zweiten Punischen Krieges angesehen. Ein zentrales Element der Kriegs-Strategie Hannibal, die Lösung der italienischen Städte von Rom war damit gescheitert, da er diese Städte offensichtlich nicht vor Rom schützen konnte. (Formal waren die wichtigsten italienischen Städte zu dieser Zeit keine Untertanen eines römischen Imperiums, sondern Bundesgenossen der Stadtrepublik Rom) Fortan befand sich Hannibal in der strategischen Defensive.  